# Gérard Larcher
Gérard Philippe René André Larcher (sinh ngày 14 tháng 9 năm 1949) là một chính trị gia người Pháp làm Chủ tịch Thượng viện từ năm 2014, trước đây giữ vị trí từ năm 2008 đến năm 2011. Một thành viên của đảng Cộng hòa, ông là Thượng nghị sĩ của bộ Yvelines từ năm 1986 đến 2004 và đã một lần nữa kể từ năm 2007, ông giữ chức Bộ trưởng Lao động từ năm 2004 đến 2007 dưới thời Tổng thống Jacques Chirac.

## Tiểu sử

### Cuộc sống cá nhân
Larcher sinh ra ở Flers, Orne trong một gia đình Công giáo. Cha ông là Philippe Larcher, giám đốc một ngành dệt may và từng là thị trưởng của Saint-Michel-des-Andaines, một thị trấn nhỏ ở Orne.
Anh ta chuyển sang đạo Tin lành khi kết hôn lần thứ hai với Christine Weiss. Từ cuộc hôn nhân này, họ đã có được ba đứa con, đó là Aymeric, Dorothée và Charlotte.

### Đời sống chính trị

#### Địa phương
Năm 1976, khi còn học trung học, ông đã tham gia phong trào Gaullist trẻ tuổi vì ông ngưỡng mộ Charles de Gaulle và ủng hộ các chính sách của người sáng lập Cộng hòa thứ năm.
Năm 1983, ông được bầu làm Thị trưởng của Rambouillet, Yvelines. Hai năm sau, ông được bầu làm huấn luyện viên của khu vực Ile-de-France.
Vào ngày 28 tháng 9 năm 1986, lần đầu tiên Gérard Larcher được bầu làm Thượng nghị sĩ Yvelines của Đảng Rassemblement pour la République (RPR). Lúc đó ông 37 tuổi và trở thành một trong những thượng nghị sĩ trẻ nhất của Pháp. Năm 1989, ông được bổ nhiệm làm Thư ký Thượng viện, được bầu lại làm Thượng nghị sĩ năm 1995, được bầu làm Phó Chủ tịch Thượng viện năm 1997. Năm 2001, ông được bổ nhiệm làm Chủ tịch Ủy ban Kinh tế Thượng viện.

#### Chính phủ
Vào tháng 3 năm 2004, sau thất bại của phe cánh hữu trong cuộc bầu cử khu vực, Gérard Larcher được bổ nhiệm làm Bộ trưởng Bộ Xã hội trong nội các của Jean-Pierre Raffarin. Ông trở lại chính phủ vào tháng 6 năm 2005, sau khi bổ nhiệm Dominique de Villepin làm Thủ tướng.
Vào tháng 5 năm 2007, tân Tổng thống Pháp, Nicolas Sarkozy, đề nghị ông vào chính phủ của François Fillon làm Bộ trưởng Nông nghiệp, nhưng ông từ chối và thích một vị trí trong Thượng viện. Trong những tháng tiếp theo, ông đã chuẩn bị ứng cử cho vị trí Chủ tịch Thượng viện, thay thế Christian Poncelet. Vào ngày 24 tháng 9, ông được bầu làm ứng cử viên Tổng thống Thượng viện từ UMP đánh bại Jean-Pierre Raffarin và Philippe Marini.

#### Chủ tịch Thượng viện
Gérard Larcher được bầu làm Chủ tịch Thượng viện vào ngày 1 tháng 10 năm 2008 với 173 phiếu so với 134 phiếu cho ứng cử viên Xã hội, Jean-Pierre Bel.
Cánh trái giành được đa số ghế thượng viện trong cuộc bầu cử thượng viện tháng 9 năm 2011 và Jean-Pierre Bel được bầu làm Chủ tịch Thượng viện vào ngày 1 tháng 10 năm 2011. Ông được chọn với 179 phiếu so với 134 phiếu bầu cho Larcher, một ứng cử viên cánh hữu. Ứng cử viên trung bình, Valerie Letard, đã nhận được 29 phiếu bầu.
Sau chiến thắng của phe cánh hữu trong cuộc bầu cử thượng viện tháng 9 năm 2014, Larcher đã được bầu lại làm Chủ tịch Thượng viện vào ngày 1 tháng 10 năm 2014.